# Square Gramme
Le square Gramme est un parc et une place de la ville de Liège (Belgique) situés à Fétinne dans le quartier administratif des Vennes.

## Situation
Situé au confluent de la Meuse et de l'Ourthe, le square Gramme se compose d'un parc divisé en deux parties et d'une petite place. La place et le parc sont séparés par la chaussée très fréquentée reliant le pont de Fragnée au pont de Fétinne. Ce lieu est un carrefour animé où les véhicules viennent ou se dirigent vers le pont de Fragnée, le pont de Fétinne, le quai du Condroz ou le quai Gloesener.

## Odonymie
Le square rend  hommage à Zénobe Gramme né à Jehay-Bodegnée le 4 avril 1826 et mort à Bois-Colombes le 20 janvier 1901, célèbre électricien liégeois, à qui l'on doit une amélioration d'un générateur électrique à courant continu appelé dynamo Gramme ou machine de Gramme.

## Description

### La place
La place avoisine le quai du Condroz longeant la rive gauche de l'Ourthe et le quai Gloesener suivant la rive droite de la Meuse. Elle est constituée d'un petit parking et compte trois immeubles à appartements dont deux sont des immeubles d'angle avec les quais décrits ci-dessus. L'immeuble du centre (nos 3 et 4) a été réalisé en 1937-1938 d'après les plans de l'architecte Gabriel Debouny dans le style fonctionnaliste. Cet immeuble symétrique de six étages possède des balcons arrondis aux travées latérales.

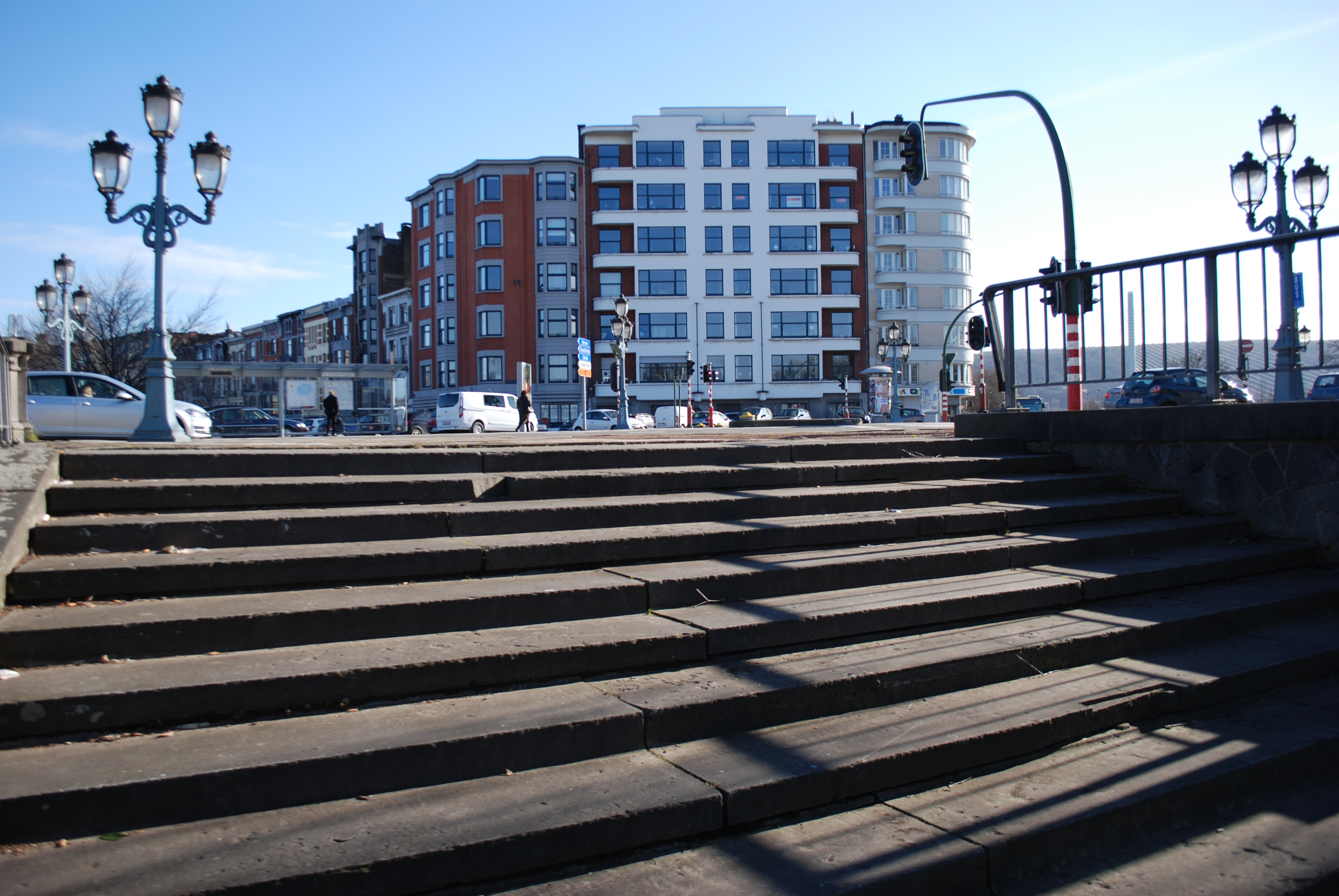
La place

### Le monument Zénobe Gramme
Ce monument a été érigé en 1905 soit quatre années après le décès de Zénobe Gramme. Il est l'œuvre de l'architecte Charles Soubre et du sculpteur Thomas Vinçotte. Ce monument a la particularité de représenter l'inventeur liégeois à trois époques de sa vie :  à droite, une statue en pierre le représente travaillant à l'âge de 18 ans, à gauche, une statue de même composition le représente assis à l'âge de 40 ans alors que la statue principale, plus haute et en bronze, montre le buste de l'inventeur plus âgé reposant sur une colonne tenant sa dynamo et accompagné d'une jeune dame symbolisant l'électricité, les mains enserrant des palmes glorieuses et des foudres électriques. Sur le socle du monument, on peut lire le texte suivant : "MONUMENT ELEVE PAR SOUSCRIPTION PUBLIQUE A L'INVENTEUR DE LA DYNAMO INDUSTRIELLE ZENOBE GRAMME, NE A JEHAY BODEGNEE LE 4 avril 1826 MORT A BOIS COLOMBES PRES PARIS LE 20 janvier 1901". Ce monument a longtemps appartenu à une association qui fut fondée par les admirateurs du célèbre inventeur puis est cédée de facto à la ville de Liège lorsque cette association disparut.

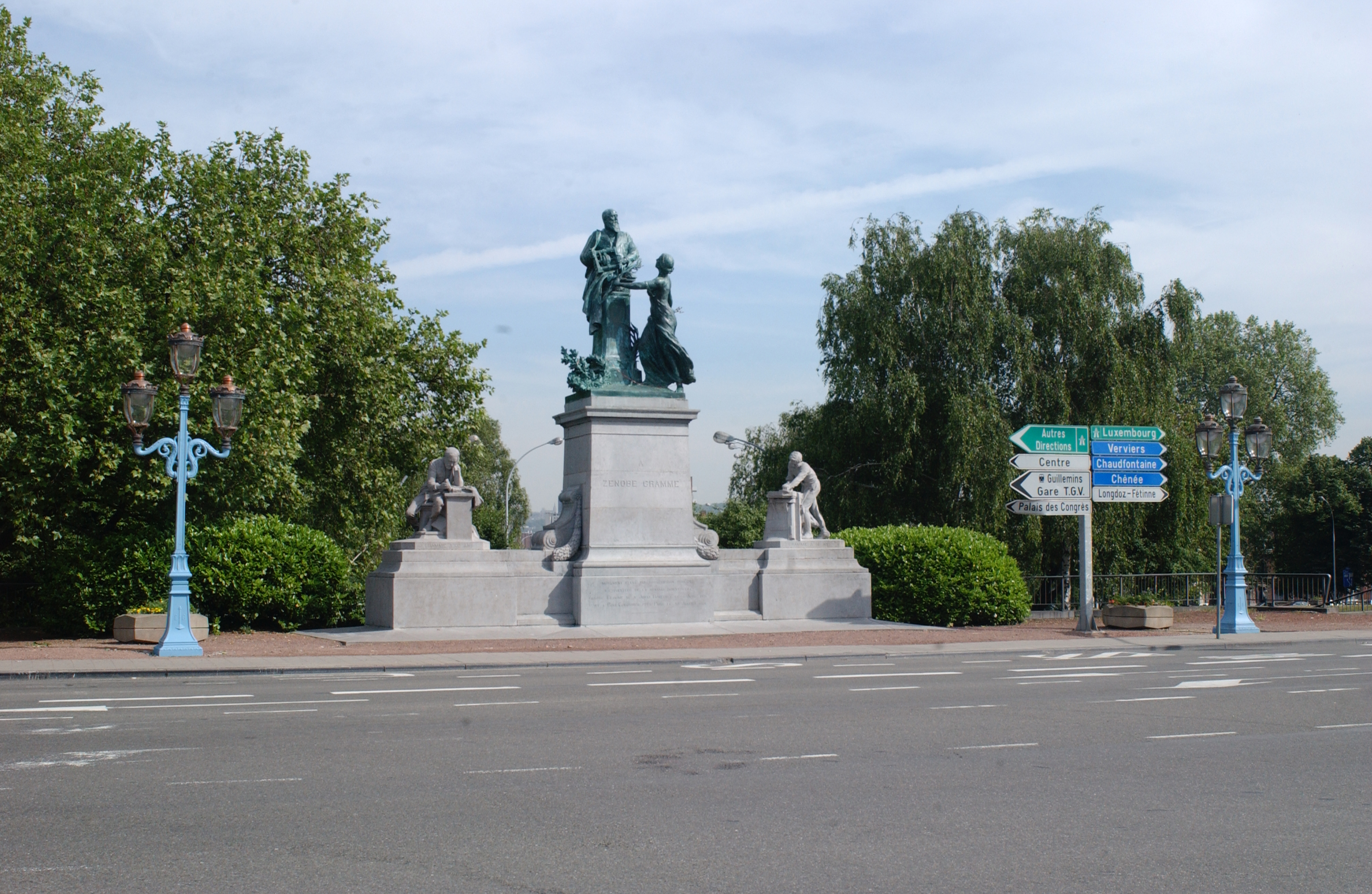
Le monument Zénobe Gramme
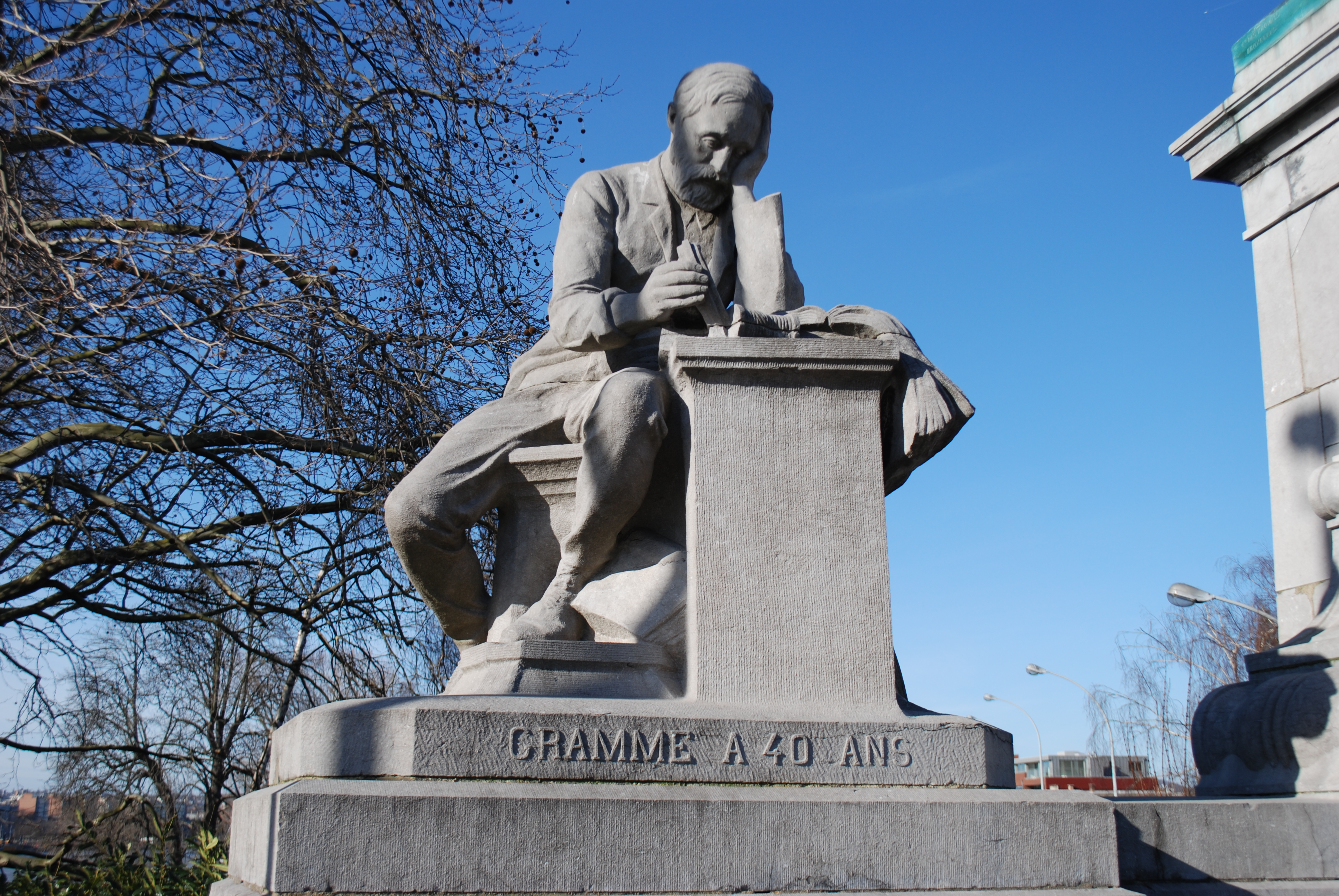
Gramme à 40 ans
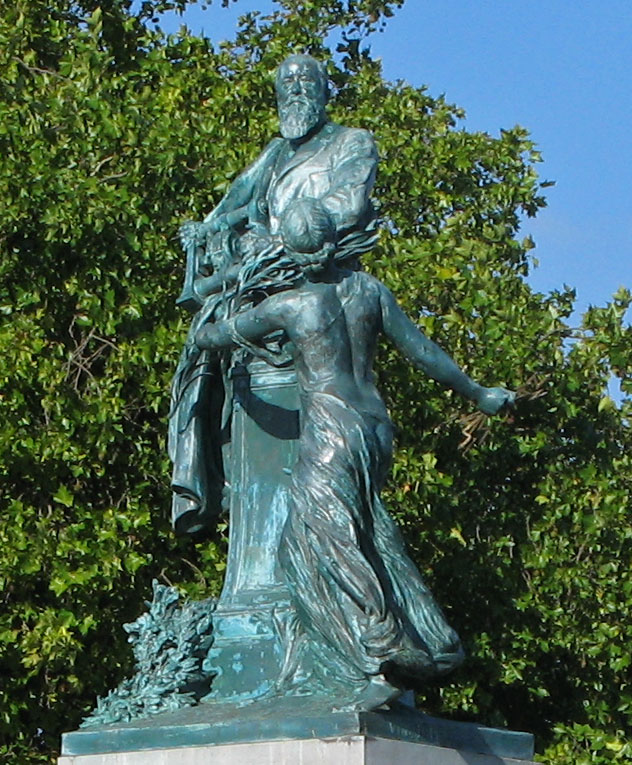
Gramme âgé
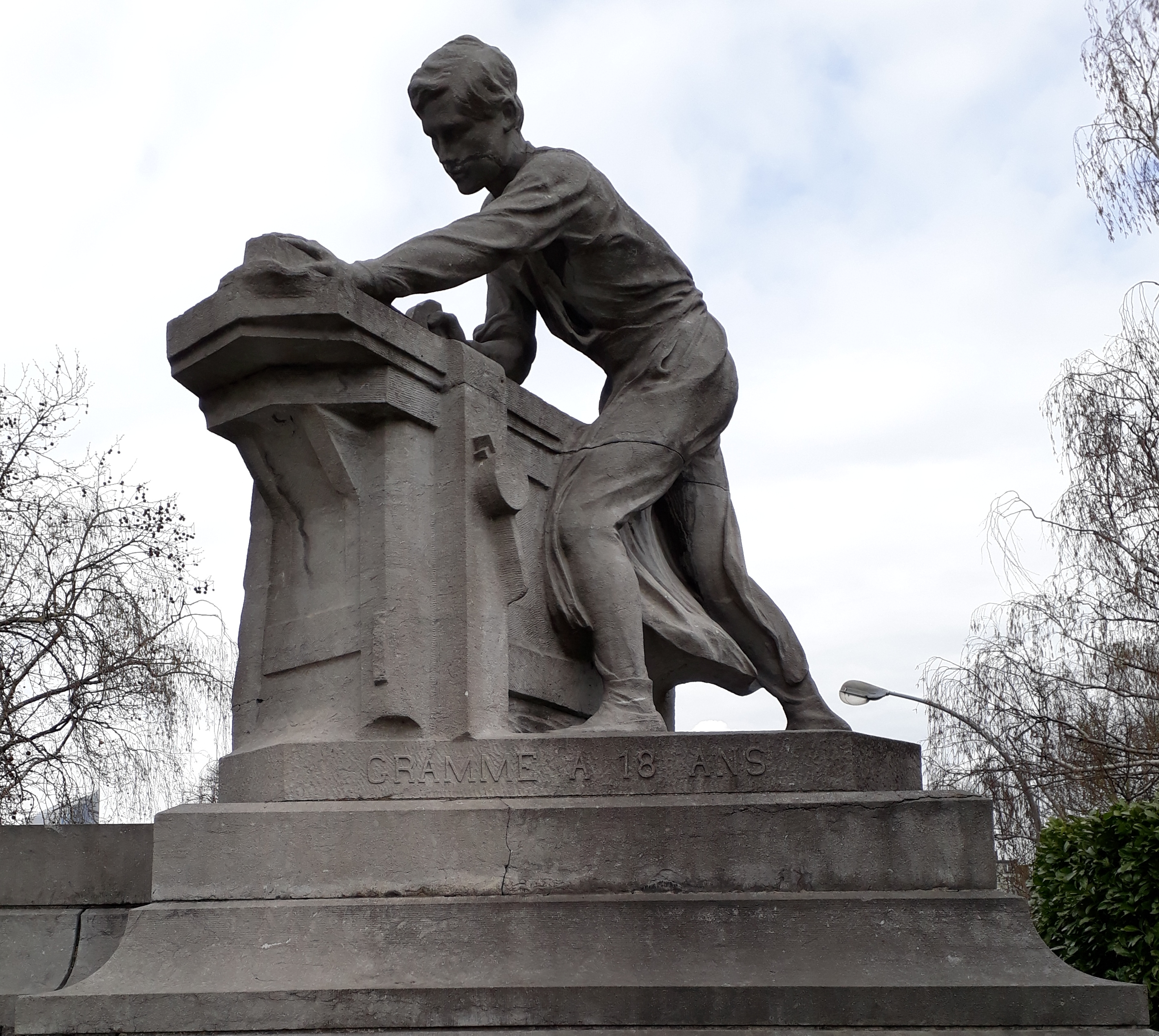
Gramme à 18 ans

### Le parc
Derrière et en contrebas du monument, se trouve le petit parc ou square. On y accède par deux larges escaliers. Ce square est un espace arboré se rétrécissant pour arriver à la confluence de la Meuse (à gauche) et de l'Ourthe (à droite). Cet endroit est un petit havre de quiétude à deux pas de l'important trafic urbain de l'endroit. Quelques bancs y permettent de contempler les cours d'eau. On y trouve aussi la maison dite de l'éclusier ou du barragiste, maison blanche à colombages construite en 1905 pour l'exposition universelle de Liège sans doute par l'architecte Paul Jaspar.
Ce parc a malheureusement été coupé en deux par la création à la fin des années 1960 de la voie rapide menant au pont Gramme. Depuis 2017, la Navette fluviale y fait arrêt.

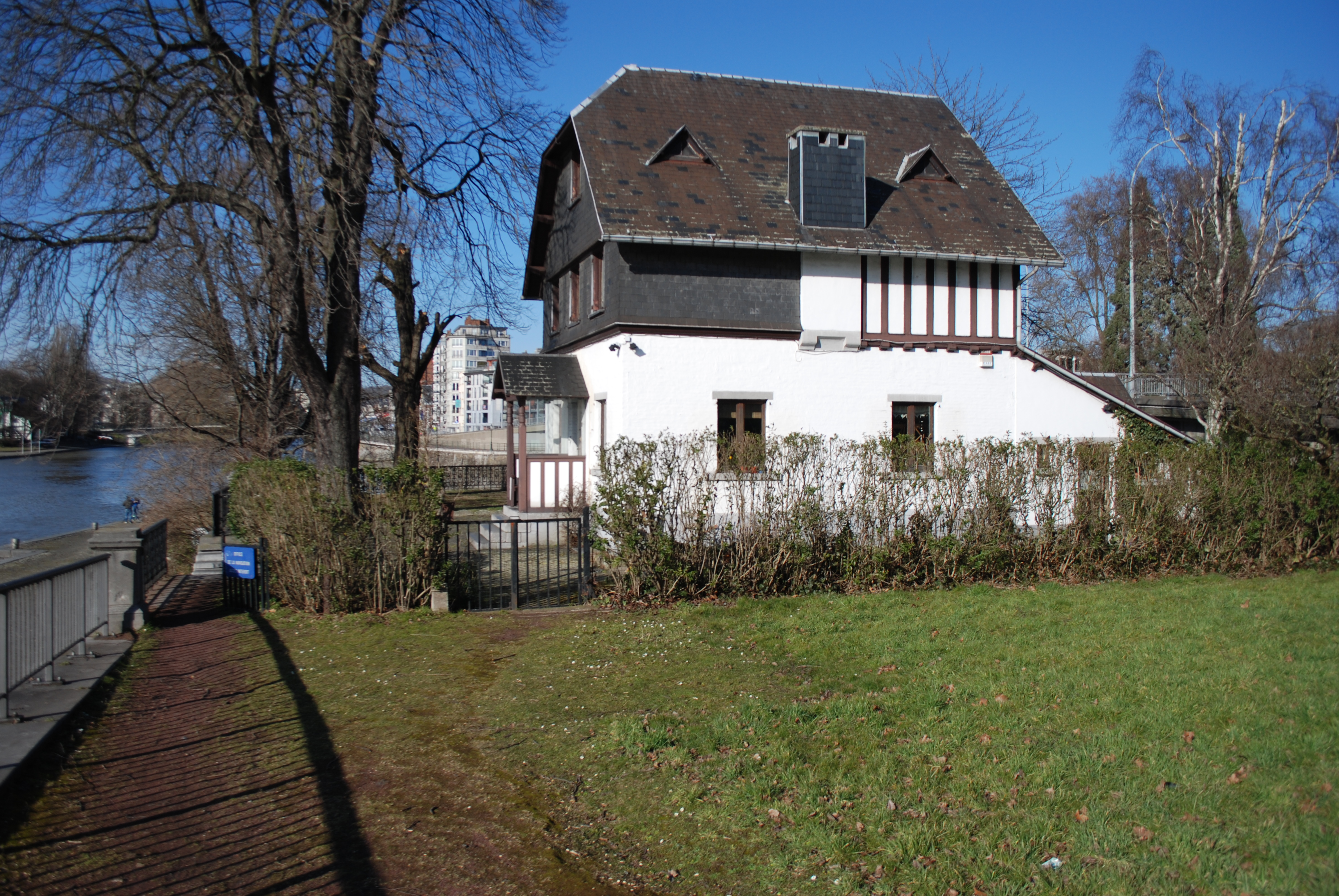
La maison dite de l'éclusier

## Articles annexes
- Liste des parcs de Liège
- Liste des voies de Liège

### Source et bibliographie
- Yannik Delairesse et Michel Elsdorf, Le nouveau livre des rues de Liège, Liège, Noir Dessin Production, 2008, 512 p. (ISBN 978-2-87351-143-2 et 2-87351-143-5, présentation en ligne), pages 270-272